# Malgré la honte

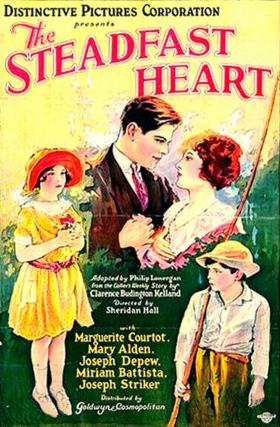
Affiche du film.

Malgré la honte (The Steadfast Heart) est un film américain réalisé par Sheridan Hall, produit par George Arliss, sorti en 1923.

## Fiche technique
- Titre original : The Steadfast Heart
- Réalisation : Sheridan Hall
- Scénario : Philip Lonergan d'après un roman de Clarence Budington Kelland (en)[1]
- Producteur : George Arliss
- Production : Distinctive Pictures
- Distributeur : Goldwyn Pictures Corporation
- Durée : 70 minutes
- Date de sortie : 7 octobre 1923

## Distribution
- Marguerite Courtot : Lydia Canfield
- Miriam Battista : Lydia Canfield enfant
- Joseph Striker : Angus Burke
- Joseph Depew : Angus Burke enfant
- Hugh Huntley : Malcolm Crane
- Jerry Devine : Malcolm Crane enfant
- Sherry Tansey : Birwang
- Mary Alden : Mrs. Burke
- William B. Mack : Crane
- William Black : Henry Woodhouse
- Mario Majeroni : David Wilkins
- Harlan Knight : Jake Bicknell
- Walter P. Lewis : Titus Burke
- Louis Pierce : Trueman
- Mildred Arden : Mary

## Statut du film
Une copie du film est conservée au Centre national du cinéma au Fort de Bois-d'Arcy.